# Nallachius krooni
Nallachius krooni är en insektsart som beskrevs av David William Minter 1986. Nallachius krooni ingår i släktet Nallachius och familjen Dilaridae. Inga underarter finns listade i Catalogue of Life.